# Kitt Peak
Kitt Peak (O'odham: Ioligam) és una muntanya d'Arizona (Estats Units d'Amèrica) de 2097 m d'alçada, sent el punt més alt de les muntanyes Quinlan.
A dalt del pic es troba l'observatori astronòmic Kitt Peak National Observatory, el radiotelescopi del qual és un dels que componen el sistema Very Long Baseline Array mundial.
El cim va ser nomenat en anglès per l'agrimensor del comtat George J. Roskruge per a la seva germana, Phillippa, que era l'esposa de William F. Kitt. Al seu mapa del comtat de Pima de 1893, Roskruge va escriure el nom "Kits". A petició de l'esposa de George F. Kitt, l'ortografia es va canviar el 1930.
Kitt Peak és el segon cim més alt de la Reserva índia Tohono O'odham i, com a tal, és el segon més sagrat després del pic Baboquivari. A prop del cim hi ha el jardí de I'itoi on, segons la tradició de la nació, té la residència d'estiu del germà gran de la deïtat. El nom Ioligam significa "pal vermell" en referència a l'abundància d'arbustos de Arctostaphylos (manzanita) a la muntanya i als seus voltants.